# Valencia Open 2015
Valencia Open 2015 byl tenisový turnaj pořádaný jako součást mužského okruhu ATP World Tour, který se hrál na krytých dvorcích s tvrdým povrchem v hale Ágora komplexu Města umění a věd. Konal se mezi 26. říjnem až 1. listopadu 20155 ve španělské Valencii jako 21. ročník turnaje.
Turnaj s rozpočtem 604 155 eur patřil poprvé do kategorie ATP World Tour 250, kam sestoupil z vyšší úrovně ATP 500. Posledním přímým účastníkem singlové soutěže se stal 60. španělský hráč žebříčku ATP Pablo Carreño Busta. Nejvýše nasazeným hráčem ve dvouhře měl být osmý tenista světa David Ferrer ze Španělska, jenž se ovšem před rozehráním odhlásil pro poranění pravého ramene. Druhou kariérní trofej si odvezl Portugalec João Sousa. Deblovou část opanovala americká dvojice Eric Butorac a Scott Lipsky.

## Rozdělení bodů a finančních odměn

### Rozdělení bodů
| Soutěž       | vítězové | finalisté | semifinalisté | čtvrtfinalisté | 16 v kole | 32 v kole | Q  | Q3 | Q2 | Q1 |
| ------------ | -------- | --------- | ------------- | -------------- | --------- | --------- | -- | -- | -- | -- |
| dvouhra mužů | 250      | 150       | 90            | 45             | 20        | 0         | 12 | 6  | 0  | 0  |
| čtyřhra mužů | 250      | 150       | 90            | 45             | 0         |           |    |    |    |    |

### Finanční odměny
| Soutěž                              | vítězové | finalisté | semifinalisté | čtvrtfinalisté | 16 v kole | 32 v kole | Q2   | Q1   |
| ----------------------------------- | -------- | --------- | ------------- | -------------- | --------- | --------- | ---- | ---- |
| dvouhra                             | €97 700  | €51 450   | €27 870       | €15 880        | €9 360    | €5 540    | €900 | €430 |
| čtyřhra                             | €29 680  | €15 600   | €8 450        | €4 830         | €2 830    | —         | —    | —    |
| částka ve čtyřhře je uvedena na pár |          |           |               |                |           |           |      |      |

## Dvouhra

### Nasazení hráčů
| Země                          | Hráč                   | ATP | Nasazení |
| ----------------------------- | ---------------------- | --- | -------- |
| Španělsko                     | David Ferrer           | 8.  | 1.       |
| Španělsko                     | Feliciano López        | 17. | 2.       |
| Austrálie                     | Bernard Tomic          | 18. | 3.       |
| Itálie                        | Fabio Fognini          | 22. | 4.       |
| Francie                       | Benoît Paire           | 23. | 5.       |
| Španělsko                     | Guillermo García-López | 25. | 6.       |
| Španělsko                     | Roberto Bautista Agut  | 27. | 7.       |
| Francie                       | Jérémy Chardy          | 29. | 8.       |
| Žebříček ATP k 19. říjnu 2015 |                        |     |          |

### Jiné formy účasti na turnaji
Následující hráči obdrželi divokou kartu do hlavní soutěže:
- Nicolás Almagro
- Marcel Granollers
- Andrej Rubljov

Následující hráči postoupili z kvalifikace:
- Mischa Zverev
- Michał Przysiężny
- Daniel Brands
- Taró Daniel

Následující hráči postoupili z kvalifikace jako tzv. šťastní poražení:
- Norbert Gombos
- Albert Montañés

### Odhlášení
před začátkem turnaje
- Sam Querrey → nahradil jej Aljaž Bedene
- Pablo Andújar (poranění ramen) → nahradil jej Norbert Gombos
- David Ferrer (poranění pravého ramene) → nahradil jej Albert Montañés

## Čtyřhra

### Nasazení párů
| Země                                                                     | Hráč            | Země      | Hráč              | ATP | Nasazení |
| ------------------------------------------------------------------------ | --------------- | --------- | ----------------- | --- | -------- |
| Jižní Afrika                                                             | Raven Klaasen   | USA       | Rajeev Ram        | 58. | 1.       |
| Polsko                                                                   | Łukasz Kubot    | Indie     | Leander Paes      | 63. | 2.       |
| Uruguay                                                                  | Pablo Cuevas    | Španělsko | Marcel Granollers | 65. | 3.       |
| Španělsko                                                                | Feliciano López | Bělorusko | Max Mirnyj        | 72. | 4.       |
| Žebříček ATP k 19. říjnu 2015; číslo je součtem umístění obou členů páru |                 |           |                   |     |          |

### Jiné formy účasti
Následující páry obdržely divokou kartu do hlavní soutěže:
- Pablo Carreño Busta /  Federico Delbonis
- Eduardo Russi Assumpção /  Mario Vilella Martínez

## Přehled finále

### Mužská dvouhra
- João Sousa vs.  Roberto Bautista Agut, 3–6, 6–3, 6–4

### Mužská čtyřhra
- Eric Butorac /  Scott Lipsky vs.  Feliciano López /  Max Mirnyj, 7–6(7–4), 6–3